# Lessard-en-Bresse
 Lessard-en-Bresse  es una población y comuna francesa, en la región de Borgoña, departamento de Saona y Loira, en el distrito de Chalon-sur-Saône y cantón de Saint-Germain-du-Plain.

## Demografía
| 497 | 450 | 390 | 385 | 392 | 425 |
| Para los censos de 1962 a 1999 la población legal corresponde a la población sin duplicidades (Fuente: INSEE [Consultar]) |     |     |     |     |     |